# Park Jang-soon
Pour les articles homonymes, voir Park.
Park Jang-soon est un lutteur sud-coréen spécialiste de la lutte libre né le 10 avril 1968 à Boryeong.

## Biographie
Lors des Jeux olympiques d'été de 1992 se tenant à Barcelone, il remporte la médaille d'or en combattant dans la catégorie des -74 kg. Lors des Jeux olympiques d'été de 1988 et des Jeux olympiques d'été de 1996, il remporte la médaille d'argent, toujours dans la même catégorie de poids. Il remporte aussi la médaille d'or lors des Championnats du monde en 1993 à Toronto.